# Normalkomponente
Einen Vektor im dreidimensionalen Raum {\displaystyle \mathbb {R} ^{3}} kann man in Bezug auf eine Richtung oder eine Ebene eindeutig in eine Parallelkomponente und eine Normalkomponente {\displaystyle {\vec {a}}_{\perp }} zerlegen:
{\displaystyle {\vec {a}}={\vec {a}}_{\parallel }+{\vec {a}}_{\perp }}
Darin ist
{\displaystyle {\vec {a}}}: ein beliebiger Vektor im {\displaystyle \mathbb {R} ^{3}}
{\displaystyle {\vec {a}}_{\parallel }}: ein Vektor parallel zur gewählten Richtung bzw. Ebene
{\displaystyle {\vec {a}}_{\perp }}: ein Vektor senkrecht zur gewählten Richtung bzw. Ebene.
Die Zerlegung setzt nicht voraus, dass ein bestimmtes Koordinatensystem definiert ist.